# 산소-18
산소-18(18O, Ω)은 산소 동위 원소의 일종으로, 원자핵이 양성자 8개, 중성자 10개로 구성되어 있다. 자연에서 발견되는 산소의 안정 동위 원소 3개 중 하나이며, 지구에서의 자연존재비는 0.188~0.222%의 범위 내에 있다. 질소-18, 질소-19, 플루오린-18 등의 방사성 붕괴를 통해 생성된다.

## 이용
산소-18은 양전자 방출 단층촬영(PET)에 사용되는 FDG(fluorodeoxyglucose)의 생산에 사용된다. 이 물질에 들어가는 플루오린-18은 일반적으로 산소-18과 수소가 결합한 물 분자(H218O)를 사이클로트론이나 선형 가속기에서 수소 이온과 고속으로 충돌시켜 얻는다. 또, 이 동위 원소를 삼중수소와 결합시킨 물 분자(3H218O 또는 T218O)는 일반적인 물(1H216O)보다 밀도가 30% 정도 크다.
고기후학에서는 남극이나 북극에서 채취한 빙핵(ice core)이나 해양 퇴적물에 포함된 산소-16과 산소-18의 비율(δ18O)을 분석하여 과거의 기후를 추정한다. 이는 지구의 온도가 낮을수록 해수에서 H218O의 비율이 높아지고 대기에서는 낮아지는 점을 이용한 것이다.

## 같이 보기
- 산소 동위 원소
- 산소-16
- 플루오린-18
- 양전자 방출 단층촬영(PET)

| 가벼운 핵종 산소-17 | 산소의 동위 원소 | 무거운 핵종 산소-19 |

| 어미핵종: 질소-18 질소-19 플루오린-18 | 산소-18의 붕괴 사슬 | 없음 |